# Myristicaceae
Myristicaceae (фамилија орашчића) је фамилија скривеносеменица из реда Magnoliales. Статус фамилије је присутан у скоро свим класификационим схемама скривеносеменица. Фамилија обухвата око 20 родова дрвенастих биљака (дрвеће и жбуње), са ареалом распрострањења у тропским пределима. Најпознатији представник фамилије је орашчић (Myristica fragrans).

## Списак родова фамилије
| - -{Bicuiba - Brochoneura - Cephalosphaera - Coelocaryon - Compsoneura - Endocomia - Gymnacranthera}- | - -{Haematodendron - Horsfieldia - Iryanthera - Knema - Mauloutchia - Myristica}- | - -{Osteophloeum - Otoba - Pycnanthus - Scyphocephalium - Staudtia - Virola}- |